# Mátészalkai járás
A Mátészalkai járás Szabolcs-Szatmár-Bereg vármegyéhez tartozó járás Magyarországon, amely 2013-ban jött létre. Székhelye Mátészalka. Területe 624,70 km², népessége 64 810 fő, népsűrűsége pedig 104 fő/km² volt 2013. elején. 2013. július 15-én három város (Mátészalka, Nagyecsed és Vaja) és 23 község tartozott hozzá.
A Mátészalkai járás a járások 1983. évi megszüntetéséig is létezett, és székhelye az állandó járási székhelyek kijelölése (1886) óta mindvégig Mátészalka volt. Az 1950-es megyerendezésig Szatmár vármegyéhez tartozott, azután Szabolcs-Szatmár megyéhez.

## Települései
| Település     | Rang (2013. július 15.) | Közös hivatal | Kistérség (2013. január 1.) | Népesség (2013. január 1.) | Terület (km²) |
| ------------- | ----------------------- | ------------- | --------------------------- | -------------------------- | ------------- |
| Mátészalka    | járásszékhely város     |               | Mátészalkai                 | 17 144                     | 41,4          |
| Nagyecsed     | város                   |               | Mátészalkai                 | 6 524                      | 43,85         |
| Vaja          | város                   |               | Mátészalkai                 | 3 639                      | 28,61         |
| Hodász        | nagyközség              |               | Mátészalkai                 | 3 349                      | 26,49         |
| Mérk          | nagyközség              | Mérk          | Mátészalkai                 | 2 171                      | 25,08         |
| Ököritófülpös | nagyközség              | Ököritófülpös | Mátészalkai                 | 1 859                      | 33,42         |
| Fábiánháza    | község                  | Fábiánháza    | Mátészalkai                 | 1 718                      | 27,35         |
| Fülpösdaróc   | község                  | Győrtelek     | Mátészalkai                 | 316                        | 4,25          |
| Géberjén      | község                  | Ököritófülpös | Mátészalkai                 | 496                        | 5,38          |
| Győrtelek     | község                  | Győrtelek     | Mátészalkai                 | 1 615                      | 14,78         |
| Jármi         | község                  | Jármi         | Mátészalkai                 | 1 280                      | 12,37         |
| Kántorjánosi  | község                  |               | Mátészalkai                 | 2 150                      | 41,62         |
| Kocsord       | község                  |               | Mátészalkai                 | 2 893                      | 25,47         |
| Nagydobos     | község                  |               | Mátészalkai                 | 2 142                      | 26,93         |
| Nyírcsaholy   | község                  |               | Mátészalkai                 | 2 210                      | 34,34         |
| Nyírkáta      | község                  |               | Mátészalkai                 | 1 975                      | 38,63         |
| Nyírmeggyes   | község                  |               | Mátészalkai                 | 2 622                      | 28,79         |
| Nyírparasznya | község                  | Őr            | Mátészalkai                 | 982                        | 14,76         |
| Ópályi        | község                  |               | Mátészalkai                 | 2 968                      | 26,72         |
| Őr            | község                  | Őr            | Mátészalkai                 | 1 451                      | 17,78         |
| Papos         | község                  | Jármi         | Mátészalkai                 | 830                        | 10,67         |
| Rápolt        | község                  | Ököritófülpös | Mátészalkai                 | 139                        | 3,21          |
| Szamoskér     | község                  | Szamosszeg    | Mátészalkai                 | 398                        | 9,71          |
| Szamosszeg    | község                  | Szamosszeg    | Mátészalkai                 | 1 955                      | 35,3          |
| Tiborszállás  | község                  | Mérk          | Mátészalkai                 | 1 019                      | 25,52         |
| Vállaj        | község                  | Fábiánháza    | Mátészalkai                 | 965                        | 22,27         |